# Cécile Haussernot
 (décembre 2015).
Si vous disposez d'ouvrages ou d'articles de référence ou si vous connaissez des sites web de qualité traitant du thème abordé ici, merci de compléter l'article en donnant les références utiles à sa vérifiabilité et en les liant à la section « Notes et références ».
Cécile Haussernot, née le 22 octobre 1998, est une joueuse d'échecs française.
Elle remporte à six reprises le Championnat de France d'échecs des jeunes : championne de France des moins de huit ans en 2006, des moins de dix ans en 2007, des moins de quatorze ans en 2008 et 2011, des moins de seize ans en 2013 et des moins de vingt ans en 2018. Elle est aussi vice-championne des moins de seize ans en 2009, et termine à la troisième place du championnat de France des moins de douze ans (pupilles) dans la catégorie « mixte » en 2010.
Elle a aussi remporté le titre féminin au championnat d'Europe des jeunes en 2007 à Šibenik avec 7.5/9 points dans la catégorie moins de dix ans, et en 2009 à Fermo dans la catégorie moins de douze ans. Elle obtient la médaille de bronze à Batoumi dans la catégorie moins de dix ans en 2010 et termine quatrième lors des championnats du monde d'échecs de la jeunesse en 2010 à Vũng Tàu (catégorie moins de dix ans). 
Elle a appris à bouger les pièces à l'âge de 5 ans, et a été invitée à jouer avec l'équipe de son club à l'âge de 6 ans, où elle a appris les bases.
Elle a gagné le titre de Maître FIDE féminin (MFF) en 2007 et a un classement Elo de 2242 en décembre 2015. 
Elle a gagné le titre de Maître international féminin (MIF) en 2017 à Antalya en Turquie.
Elle joue au club de Mulhouse.

## Vie privée
Depuis 2022, elle réside à Abu Dhabi aux Émirats arabes unis.